# Streblosoma gracile
Streblosoma gracile är en ringmaskart som beskrevs av Maurice Caullery 1944. Streblosoma gracile ingår i släktet Streblosoma och familjen Terebellidae. Inga underarter finns listade i Catalogue of Life.